# Geometroidea
Geometroidea Leach, 1815 è una superfamiglia di lepidotteri diffusa in tutti i continenti.

## Tassonomia
- Epicopeiidae Swinhoe, 1892
- Geometridae Leach, 1815
- Pseudobistonidae Minet, Rajaei & Stüning, 2015
- Sematuridae Guenée, 1858
- Uraniidae Leach, 1815